# Nowy Nieskurzów
Nowy Nieskurzów est une localité polonaise de la gmina de Baćkowice, située dans le powiat d'Opatów en voïvodie de Sainte-Croix.